# Camponotus lamarckii
Camponotus lamarckii är en myrart som beskrevs av Auguste-Henri Forel 1892. Camponotus lamarckii ingår i släktet hästmyror, och familjen myror. Inga underarter finns listade.